# Puerto Esperanza, Argentina
Puerto Esperanza är en kommunhuvudort i Argentina.   Den ligger i provinsen Misiones, i den nordöstra delen av landet, 1 000 km norr om huvudstaden Buenos Aires. Puerto Esperanza ligger 152 meter över havet och antalet invånare är 15 579.
Terrängen runt Puerto Esperanza är huvudsakligen platt. Puerto Esperanza ligger nere i en dal. Puerto Esperanza är det största samhället i trakten.
I omgivningarna runt Puerto Esperanza växer i huvudsak städsegrön lövskog. Runt Puerto Esperanza är det ganska glesbefolkat, med 23 invånare per kvadratkilometer.